# Jezioro Kczewskie
Kczewskie Jezioro – jezioro rynnowe położone na Pojezierzu Kaszubskim (powiat kartuski, województwo pomorskie) na wschód od Przodkowa. Spełnia głównie funkcje reakreacyjno-turystyczne.
Powierzchnia całkowita 16 ha